# 小鱗鮑倫麗魚
小鱗鮑倫麗魚（学名：Boulengerochromis microlepis）為輻鰭魚綱鱸形目隆頭魚亞目慈鯛科的其中一種，分布於非洲坦干伊喀湖流域，體長可達65公分，最大可長到80-90公分，棲息在沿岸淺水域，生活習性不明，可作為食用魚、遊釣魚及觀賞魚，水族市場上稱為90天使、九十天使，可能是世界上最大的慈鯛之一(可與其體型媲美的慈鯛是金目麗魚（Cichla temensis））。
其种加词“microlepis”意为“细鳞的”。